# عبد الرحمن الشهري
عبد الرحمن بن مَعاضة الشِّهْري (ولد 1392 هـ / 1972 م) عالم ومفسِّر سعودي، وباحث ومحقِّق، متخصِّص في علوم القرآن. 

## ولادته وتحصيله
وُلد عبد الرحمن بن مَعاضة البَكْري الشِّهْري بقرية الجهوة في محافظة النماص بالمملكة العربية السعودية، عام 1392هـ/ 1972م، وترجع أسرته إلى قبيلة بني بكر إحدى قبائل بني شهر، وهي إحدى قبائل الأزد بمنطقة جبال السَّرَوات في عسير جنوبي السعودية.
حصل على الإجازة (بكالوريوس) في الشريعة من كلية الشريعة وأصول الدين من فرع جامعة الإمام محمد بن سعود الإسلامية بالجنوب عام 1414هـ، ثم حصل على (ماجستير) في القرآن الكريم من قسم القرآن بكلية أصول الدين بجامعة محمد بن سعود عام 1419هـ، ثم على (دكتوراه) في تخصص القرآن الكريم من نفس الجامعة.

## وظائفه وعمله
عُين معيدًا بجامعة الإمام محمد بن سعود الإسلامية بالجنوب عام 1414هـ، ثم محاضرًا عام 1419هـ، حصل بعد ذلك على درجة أستاذ مساعد 1427هـ، ثم أستاذ مشارك عام 1431هـ، وحصل على درجة أستاذ (بروفيسور) في الدراسات القرآنية بجامعة الملك سعود عام 1435هـ.
يشغل منصب مدير مركز تفسير للدراسات القرآنية منذ عام 1428هـ، والمشرف على كرسي القرآن الكريم وعلومه بجامعة الملك سعود.

## كتبه وآثاره
- القول بالصِّرفة في إعجاز القرآن - دراسة نقدية (بحث محكّم في مجلة الدراسات القرآنية بالجمعية العلمية السعودية للقرآن وعلومه. ونشرته دار ابن الجوزي.)
- تحقيق متن ألفية السيوطي في البلاغة.
- منهج الشيخ عبد الله بن محمد فودي في منظومته للإتقان في علوم القرآن.
- الشاهد الشعري في تفسير القرآن الكريم.
- جامع البيان في تفسير القرآن.[4]
- تفسير القرآن الكريم للأطفال: أصوله وضوابطه.
- تحقيق (غاية البرهان لبيان أعظم الآيات في القرآن) لمحمد بن أبي بكر المرعشي (ت 1145هـ) (بحث منشور في مجلة مركز البحوث الشرعية بجامعة القصيم).
- تحقيق كتاب (البحر الملآن في اقتناص درر ومعاني القرآن) لأبي عِمران موسى بن عمر المَصْموديّ الحَسَنِي العلامي.

أعدَّ وقدَّم عدَّة برامج إذاعية وتلفزية من أبرزها برنامج «أهل التفسير» على قناة المجد العلمية، وبرنامج «غريب القرآن».